# Tiêu Phong (Nam Tề)
Giang Hạ vương Tiêu Phong (chữ Hán: 萧锋, 475 – 494), tự Tuyên Dĩnh, tên lúc nhỏ Đồ Lê, hoàng tử nhà Nam Tề thời Nam Bắc triều.

## Tiểu sử
Phong là hoàng tử thứ 12 của Nam Tề Cao đế Tiêu Đạo Thành, mẹ là Trương thục phi. Trương thị có nhan sắc và đức hạnh, Phong mới lên 4 tuổi, Lưu Tống Hậu Phế đế muốn cưỡng chiếm bà, còn muốn giết cả Phong, khiến Tiêu Đạo Thành rất sợ, không dám giữ 2 mẹ con ở nhà, mà đem giấu ở nhà họ Trương. Năm sau, Tiêu Đạo Thành lật đổ Hậu Phế đế, lên ngôi hoàng đế, tức là Tề Cao đế.
Phong tính đoan chính, lại có tài võ nghệ. Từ nhỏ Phong chăm chỉ luyện tập thư pháp; lên 10 tuổi, ông có thể làm Thuộc văn. Bấy giờ là thời kỳ trị vì của Nam Tề Vũ đế – anh cả của Phong; các phiên vương bị cai quản rất nghiêm ngặt, không được đọc sách lạ, ngoài Ngũ kinh chỉ được xem Hiếu tử đồ mà thôi. Vì thế Phong ngầm sai người tìm mua sách vở trong dân gian, hẹn trong 1 tháng phải tìm đầy đủ. Sau đó Phong được Vũ đế cho ra làm Nam Từ Châu thứ sử.
Phong khéo kết bạn, ở Nam Từ Châu cùng bọn Hành sự Vương Văn Hòa, Biệt giá Giang Thạch có quan hệ thân thiết. Sau đó Văn Hòa được trưng đi Ích Châu, Phong bày tiệc để từ biệt, Văn Hòa chảy nước mắt nói: "Hạ quan từ nhỏ đến giờ chưa từng làm thơ, hôm nay vì yêu mến, không ngờ văn đã có sẵn trong đầu." Vương Kiệm nghe được, nói: "Giang Hạ có thể nói là khéo thay đổi người ta."
Thời Tiêu Chiêu Nghiệp ở ngôi, Phong được làm Thị trung, lĩnh Kiêu kị tướng quân, rồi gia Bí thư giám. Bấy giờ Tiêu Loan (con thứ của Tiêu Đạo Sinh – anh thứ của Tiêu Đạo Thành) nắm quyền, các phiên vương lo sợ, Giang Thạch (em họ bên ngoại của Tiêu Loan) từng nói với Vương Yến rằng: "Giang Hạ vương có tài đức, cũng khéo giấu mình, đem cầm đạo dạy cho Dương Cảnh Chi, Cảnh Chi nổi tiếng, mà Giang Hạ lặng lẽ ở đời; chẳng phải chỉ gảy đàn mà thôi, học vấn cũng như thế." Phong nghe được thì than rằng: "Giang Thạch cứ muốn vẽ lông mày cho Hỗn Độn , ý tốt ngược lại gây hại. Quả nhân lấy thanh đàm và rượu ngon làm vui, là ngựa hay chó cũng tốt, nào muốn làm trùm ở đời chứ!" Người đương thời khen là lời hay.

## Cái chết
Tiêu Loan lật đổ Tiêu Chiêu Nghiệp, lập Tiêu Chiêu Văn làm hoàng đế bù nhìn, bộc lộ dã tâm rõ ràng. Phong mới sanh ý khôi phục vương quyền, nên muốn ép Loan về với khuôn phép, nhưng không thể làm nổi. Phong từng gặp Loan – khi ấy ông ta đã tự đưa mình lên làm Tuyên Thành vương, trong lúc nói chuyện Loan nhắc đến tài năng của Tiêu Diêu Quang (con trai của Tiêu Phượng – anh cả của Loan), Phong đáp: "Diêu Quang là cháu của điện hạ, còn điện hạ là cháu của Cao Hoàng, giữ tông miếu, an xã tắc, thật là có chỗ gởi gắm." Loan thất sắc. (về sau Tiêu Diêu Quang bị Tiêu Bảo Quyển nghi ngờ và sát hại)
Tiêu Loan sát hại các vương, Phong làm thư chỉ trích, nhưng thủ hạ của ông không dám gởi đi. Loan rất kiêng dè Phong, nhưng không dám bắt giữ ông ở phủ đệ, vì thế sai Phong kiêm chức Từ quan (quan cúng tế) ở Thái miếu, rồi phái binh đến bắt ông trong đêm. Vào lúc Phong lên xe, binh sĩ muốn trèo qua đầu xe mà vào, nhưng ông có võ lực, đấm lui được vài người, khiến chúng lập tức ngã lăn ra; cuối cùng ông bị bọn họ cậy đông để tiếp cận, rồi chịu sát hại, hưởng dương 20 tuổi.

## Một đời tài hoa

### Thư pháp
Phong từ nhỏ chuộng thư pháp. Trong thời gian lánh nạn ở nhà họ Trương, vì không có giá để căng giấy, nên Phong dựa thành giếng để viết, chữ đầy thì rửa đi, viết lại chữ khác, cứ như thế hàng tháng. Buổi sáng, Phong mới thức giấc, không chịu để người ta lau cửa sổ, mà trước tiến vẽ chữ trên lớp bụi, tập luyện thư pháp.
Lên 5 tuổi, Tề Cao đế khiến Phong tập viết chữ Nặc đuôi phượng , một lần là thạo; Cao đế rất hài lòng, đem kỳ lân ngọc ban cho, nói: "Kỳ lân thưởng cho đuôi phượng đấy."
Phong giỏi thư pháp, được người đương thời công nhận là giỏi nhất trong tông thất. Nam Quận vương Tiêu Chiêu Nghiệp cũng được khen là giỏi, nói với ông nội là Tề Vũ đế rằng: "Thư pháp của thần có thể hơn được Giang Hạ vương." Vũ đế đáp: "Đồ Lê thứ nhất, Pháp Thân thứ hai." (Pháp Thân là tên lúc nhỏ của Chiêu Nghiệp)

### Gảy đàn
Đối với gảy đàn và thư pháp, Phong đều có tài thiên bẩm. Phong từng được Vũ đế cho phép lấy châu báu trang trí cho đàn, còn được biểu diễn cho đế xem, rất được tán thưởng. Đế nói với Bà Dương vương Tiêu Thương rằng: "Đàn của Đồ Lê cũng là đồng loại với Liễu lệnh , hắn đã làm việc gì cũng có ý, tôi muốn thử là để lựa chọn nhân tài." Thương nói: "Xưa Trâu Kỵ gảy đàn, Tề Uy vương giao cho quốc chánh." Vũ đế bèn cho Phong ra làm Nam Từ Châu thứ sử.

### Tác phẩm
Trong cảnh nơm nớp lo sợ bị quyền thần Tiêu Loan sát hại, Phong thường bất chợt không vui, sáng tác Tu bách phú (修柏赋, phú Cây bách dài) để tỏ lòng, có câu:
| Nguyên tác: 既殊群而抗立, 亦含貞而挺正. 豈春日之自芳, 在霜下而為盛. 沖風不能摧其枝, 積雪不能改其性. 雖坎壇于當年, 庶後凋之可詠。 | Hán Việt: Kí thù quần nhi kháng lập, diệc hàm trinh nhi đĩnh chánh. Khởi xuân nhật chi tự phương, tại sương hạ nhi vi thịnh. Xung phong bất năng tồi kì chi, tích tuyết bất năng cải kì tính. Tuy khảm đàn vu đương niên, thứ hậu điêu chi khả vịnh. | Dịch nghĩa (chưa có) | Dịch thơ: (chưa có) |

Nghe tin Phong bị hại, Giang Thạch rơi nước mắt, nói: "Lan thơm chắn cửa, không bừa không được, phú Cây bách dài ôi!"